# 张兰镇
张兰镇，是中华人民共和国山西省晋中市介休市下辖的一个乡镇级行政单位。

## 行政区划
张兰镇下辖以下地区：
张兰村、张原村、东北里村、西北里村、仙台村、田堡村、大甫村、穆家堡村、朱家堡村、旧堡村、新堡村、旧新堡村、南贾村、史村、孙村、张村、石场坊村、梁家庄村、上梁村、下梁村、涧里村、上岭后村、下李侯村、强南村、板峪村、红卫庄村、南窑头村、旧寨村、东风村、沟底村和沟口村。